# Llau de la Gargallosa

La Llau de la Gargallosa, respecte del terme d'Abella de la Conca

La llau de la Gargallosa és una llau del terme d'Abella de la Conca, a la comarca del Pallars Jussà.
Es forma a migdia de les Passades, a ponent del Coll d'Allí i al nord de la Gargallosa, i discorre cap a ponent entre aquestes partides, fins a abocar-se en el barranc de la Vall a sota dels Feixancs, a llevant d'on hi hagué Casa Guerxo.

## Etimologia
En el seu Onomasticon Cataloniae, Joan Coromines relacions tots els mots contenen l'ètim garg-/karg- amb paratges amb cingleres i passos entre roques, amb un possible origen en el mot iberobasc karri (penya).